# 공덕리역
공덕리역(孔德里驛)은 용산선의 역으로, 1944년에 폐지되었다. 2009년 전후까지 승강장이 남아 있었으나, 인천국제공항철도와 용산선에 같은 자리에서 공덕역이 개업하며 사라졌다.

## 연혁
- 1929년 12월 1일 : 영업 개시[1]
- 1944년 3월 31일 : 폐지[2]